# Teller Bunte Knete
Teller Bunte Knete (TBK) war eine deutschsprachige Rockband.
1975 in Berlin gegründet war TBK in der gerade entstehenden Alternativbewegung populär. Die Texte beschäftigen sich vor allem mit Gefühlen und dem Verhältnis zwischen Mensch und Natur. Die erste von Trikont vertriebene LP Stadtmensch war erfolgreich.
Die Band vergrößerte sich bald von drei auf fünf Mitglieder. Ende der 1970er Jahre kam es aufgrund von Spannungen immer öfter zu wechselnder Besetzung, 1984 löste sich die Band auf. CD-Versionen ihrer Alben sind nicht erschienen.

## Diskografie

### LPs
- 1978: Stadtmensch
- 1980: macht Musik
- 1985: Endlose Wüste (1985)

### Singles
- 1984: Fantasie
- o. J.: Fabrik Circus Melodie/Seiltänzer